# Diocesi di Sicca Veneria
La diocesi di Sicca Veneria (in latino Dioecesis Siccensis) è una sede soppressa e sede titolare della Chiesa cattolica.

## Storia
Sicca Veneria, corrispondente alla città di Le Kef nell'odierna Tunisia, è un'antica sede episcopale della provincia romana dell'Africa Proconsolare, suffraganea dell'arcidiocesi di Cartagine.
Sono sette i vescovi documentati di Sicca Veneria. Casto prese parte al concilio di Cartagine convocato il 1º settembre 256 da san Cipriano per discutere della questione relativa alla validità del battesimo amministrato dagli eretici, e figura al 28º posto nelle Sententiae episcoporum. Eparchio (o Patrizio) assistette al concilio cartaginese presieduto dal vescovo Grato nel 345/348. Fortunaziano è documentato come vescovo già nel 407 quando fu scelto come ambasciatore presso l'imperatore per la difesa delle chiese cattoliche contro i soprusi dei donatisti. Lo stesso vescovo prese parte, assieme al donatista Paolo, alla conferenza di Cartagine del 411, che vide riuniti assieme i vescovi cattolici e donatisti dell'Africa romana. Il vescovo Urbano è menzionato nelle fonti in due occasioni: nel 418 prese parte ad una causa contro il prete Apiario, che fu denunciato presso papa Zosimo; nel 429 è menzionato in una lettera che sant'Agostino di Ippona scrisse in quell'anno al conte Dario. Paolo è citato da Vittore di Vita nella sua storia delle persecuzioni vandale attorno al 481. Infine Candido assistette al concilio antimonotelita del 646.
Tra i resti archeologici cristiani più significativi v'è la chiesa detta basilica di San Pietro del V secolo.
Sicca Veneria è annoverata tra le sedi vescovili titolari della Chiesa cattolica; dal 27 maggio 2006 il vescovo titolare è Lajos Varga, vescovo ausiliare di Vác.

## Cronotassi

### Vescovi
- Casto † (menzionato nel 256)
- Eparchio (o Patrizio) † (menzionato nel 345/348)
- Fortunaziano † (prima del 407 - dopo il 411)
  - Paolo † (menzionato nel 411) (vescovo donatista)
- Urbano † (prima del 418 - dopo il 429)[5]
- Paolo † (menzionato nel 481 circa)
- Candido † (menzionato nel 646)

### Vescovi titolari
- Gustave Maria Blanche, C.I.M. † (12 settembre 1905 - 26 luglio 1916 deceduto)
- Stanisław Kostka Łukomski † (8 marzo 1920 - 24 giugno 1926 nominato vescovo di Łomża)
- Kazimierz Tomczak † (25 febbraio 1927 - 21 ottobre 1967 deceduto)
- Joseph Augustin Hagendorens, C.P. † (9 aprile 1968 - 20 aprile 1976 dimesso)
- Felix Eugenio Mkhori † (29 settembre 1977 - 12 febbraio 1979 nominato vescovo di Chikwawa)
- Kazimierz Romaniuk † (20 febbraio 1982 - 25 marzo 1992 nominato vescovo di Varsavia-Praga)
- Lajos Varga, dal 27 maggio 2006